# Christian-Henri de Sayn-Wittgenstein-Berlebourg
Titre
Prince de Sayn-Wittgenstein-Berlebourg
12 février 1773 – 4 octobre 1800
(27 ans, 7 mois et 22 jours)
Christian-Henri, 1er prince de Sayn-Wittgenstein-Berlebourg (allemand : Christian Heinrich), né le 12 décembre 1753 à Bad Berleburg et décédé le 4 octobre 1800 à Röspe. Il était prince et chef de la maison de Sayn-Wittgenstein de 1773 à 1800.

## Biographie
Christian-Henri est né le 12 décembre 1753 à Berleburg en tant que cadet du comte régnant Louis de Sayn-Wittgenstein-Berlebourg (1712-1773) et de son épouse Frédérique d'Ysenburg-Büdingen (1721-1772),.
Il devient comte héréditaire à l'âge de sept ans après la mort de son frère aîné Guillaume (1751-1760). En plus de sa scolarité, Christian-Henri reçoit des cours de piano et de chant auprès du maître de concert et directeur musical de la cour, Bernhard Hupfeld, à l'initiative de ses parents mélomanes. Son assiduité et son talent ont permis au jeune comte d'atteindre une grande virtuosité dans les deux matières. A l'âge de 13 ans, il chante son premier air devant un public étrange. Jusqu'à l'âge de 16 ans, on dit qu'il a pu atteindre la hauteur de l' aigu, également connu sous le nom de soprano, à l'âge de 4 ans. Il a également suivi des cours de flûte et de violoncelle à Berleburg.
En 1771, Christian-Henri commence ses études de deux ans (droit et caméralistique ) à Göttingen, accompagné par le Hofmeister Bode. Au cours de ses études, il suit d'autres cours de violoncelle auprès du violon solo académique Georg Philip Kreß et a participé à des concerts. A Göttingen, il entretint des contacts avec le philosophe Georg Christoph Lichtenberg (1742-1799).
Le cancer de sa mère a poussé Christian-Henri à retourner à Berleburg. Il arrive en août 1772, douze jours avant sa mort. Après les funérailles, son père, également gravement malade, a voulu se rapprocher de son fils et s'est installé avec lui au pavillon de chasse de Röspe pendant plusieurs semaines. Le 26 octobre, Christian-Henri s'est de nouveau rendu à Göttingen. Des messagers de Berleburg lui ont rendu visite plusieurs fois pour le persuader de retourner dans le comté. Pour y prendre la régence, il lui manquait cependant encore un certificat de majorité (Venia aetatis) pour pouvoir succéder à son père au jeune âge de 19 ans. Avec le soutien du juriste et des professeurs de Göttingen Johann Stephan Pütter (1725-1807) et Georg Ludwig Böhmer (1715-1797) et un certificat de la faculté de droit de l'Université de Göttingen, le certificat souhaité a pu être obtenu. Christian-Henri arrive à Berleburg le 19 février 1773, son père étant déjà décédé. Après que la majorité du jeune comte eut été reconnue à la cour impériale en avril 1773, Christian-Henri succède à son père dans le gouvernement du comté de Wittgenstein-Berleburg.
Le 17 septembre 1792, l'empereur François II élève le comte Christian-Henri au rang de prince impérial ,. Le 1er janvier 1793, le roi de Prusse Frédéric-Guillaume II lui décerne l'Ordre de l'Aigle rouge,.
Christian-Henri a su vivre son talent musical et sa passion en tant que souverain. Il joue du piano, du violoncelle, de la flûte et des timbales et compose également. Il dissout l'ancien groupe de la cour de son père et en fonde un nouveau, qu'il soutient intensément. Il se compose d'une distribution changeante de jeunes musiciens professionnels, d'employés de l'administration de la cour et de serviteurs, de membres de la famille royale et d'invités de la maison. Des concerts sont donnés chaque semaine. Il y a aussi des performances d'oratorio individuelles et aussi de la musique de festival et de danse pour des occasions familiales ou représentatives.
Pendant son règne, il fait construire les écuries royales du château de Berleburg et un nouveau pavillon de chasse dans la vallée de Homrighausen (aujourd'hui : Forsthaus Homrighausen). Ses activités de construction, les activités musicales florissantes à la cour et son entretien coûteux de la cour ont conduit à un appauvrissement du territoire. Christian-Henri tente des impulsions de politique économique (extraction de cuivre à Diedenshausen et L'extraction de minerai de fer à Aue et Wingeshausen, une fonderie là-bas), pour aider le pays à une reprise ont finalement échoué,.

## Famille
Christian-Henri s'est marié le 16 avril 1775 à Grünstadt avec Charlotte Friederike Franziska (1759-1831), âgée de seize ans, fille unique du comte Christian Johann de Leiningen-Westerburg (1730-1770) et de son épouse Christiane Franziska Eleonore de Salm- Grumbach (1735-1809). L'entrée du jeune couple régent le 5 mai 1775 à Berleburg et les célébrations de plusieurs jours qui ont suivi sont décrites en détail par le chroniqueur Johann Daniel Scheffer. Le mariage a produit douze enfants.
Christian-Henri décède le 4 octobre 1800 à l'âge de 46 ans. Son fils aîné Christian était déjà décédé en 1783, son fils cadet Albert devient le prince régnant de Sayn-Wittgenstein-Berlebourg. Cependant, son règne ne devait durer que six ans.

## Littérature
- Erich Neweling : L'histoire de notre ville . Dans : Sept cents ans de Berleburg, Festschrift pour l'anniversaire de la ville, Berleburg 1958.
- Erich Neweling : L'histoire des comtes de Sayn-Wittgenstein et de leur pays. Dans : Heimatbuch Wittgenstein, Tome I, Balve 1965.
- Ulf Lückel, Andreas Kroh : La maison princière de Sayn-Wittgenstein-Hohenstein. Boerde Verlag, Werl 2004.
- Johannes Beulertz : La musique à la cour de Sayn-Wittgenstein-Berleburg, mémoire, Université de Dortmund 2001.
- Johann Georg Hinsberg : Sayn-Wittgenstein-Berleburg 4 : Histoire culturelle dans le contexte d'un État nain ou du comté de Wittgenstein-Berleburg sous le gouvernement du comte Ludwig Ferdinand (1741-1773). Berlebourg 1925. (numérique)
- Johann Georg Hinsberg : Sayn-Wittgenstein-Berleburg 5 : Histoire du comté de Wittgenstein-Berleburg sous le gouvernement de Christian Heinrich, comte, depuis 1792 prince de Sayn-Wittgenstein-Berleburg. Berlebourg 1920. (numérique)